# Représentations diplomatiques de la Slovénie

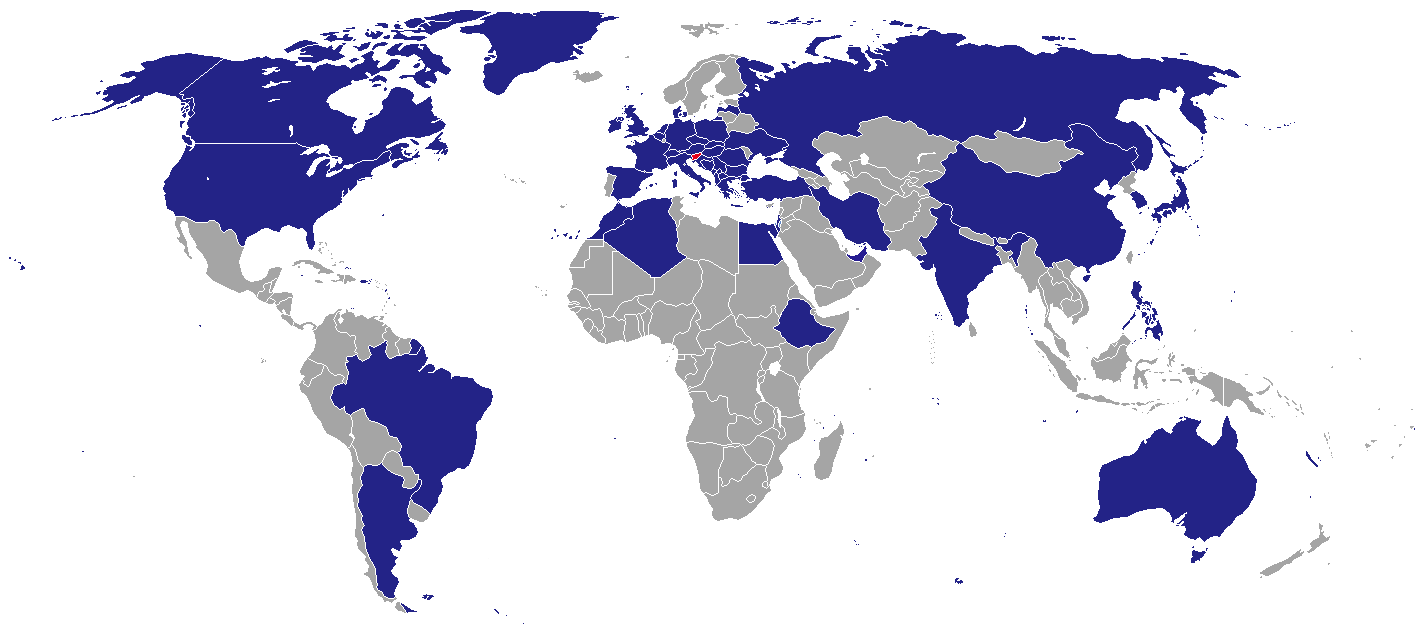
Pays avec des représentations diplomatiques slovènes.

Ceci est une liste des représentations diplomatiques de Slovénie, à l'exclusion des consulats honoraires.

## Représentations actuelles

### Afrique
| Pays hôte | Ville hôte  | Représentation | Accréditations                                                             | Références |
| --------- | ----------- | -------------- | -------------------------------------------------------------------------- | ---------- |
| Algérie   | Alger       | Ambassade      |                                                                            | [ 1 ]      |
| Égypte    | Le Caire    | Ambassade      | - Afrique du Sud - Arabie saoudite - Jordanie - Ligue arabe - Oman - Qatar | [ 2 ]      |
| Éthiopie  | Addis Ababa | Ambassade      |                                                                            | [ 3 ]      |

### Amérique
| Pays hôte  | Ville hôte   | Représentation   | Accréditations                                                                              | Références |
| ---------- | ------------ | ---------------- | ------------------------------------------------------------------------------------------- | ---------- |
| Argentine  | Buenos Aires | Ambassade        | - Chili - Paraguay - Pérou - Uruguay                                                        | [ 2 ]      |
| Brésil     | Brasilia     | Ambassade        | - Bolivie - Colombie - Équateur - Venezuela                                                 | [ 2 ]      |
| Canada     | Ottawa       | Ambassade        | - Cuba                                                                                      | [ 2 ]      |
| États-Unis | Washington   | Ambassade        | - Communauté caribéenne - Costa Rica - Mexique - Organisation des États américains - Panama | [ 2 ]      |
| États-Unis | Cleveland    | Consulat général | - Communauté caribéenne - Costa Rica - Mexique - Organisation des États américains - Panama | [ 2 ]      |

### Asie
| Pays hôte           | Ville hôte     | Représentation           | Accréditations                                    | Références |
| ------------------- | -------------- | ------------------------ | ------------------------------------------------- | ---------- |
| Chine               | Pékin          | Ambassade                | - Corée du Nord - Mongolie - Thaïlande - Viêt Nam | [ 2 ]      |
| Chine               | Shanghai       | Consulat                 | - Corée du Nord - Mongolie - Thaïlande - Viêt Nam | [ 2 ]      |
| Corée du Sud        | Séoul          | Ambassade                |                                                   | [ 4 ]      |
| Émirats arabes unis | Abou Dabi      | Ambassade                |                                                   | ,          |
| Inde                | New Delhi      | Ambassade                | - Bangladesh - Bhoutan - Népal - Sri Lanka        | [ 2 ]      |
| Iran                | Téhéran        | Ambassade                | - Pakistan                                        | [ 2 ]      |
| Israël              | Tel Aviv-Jaffa | Ambassade                |                                                   | [ 2 ]      |
| Japon               | Tokyo          | Ambassade                |                                                   | ,          |
| Palestine           | Ramallah       | Bureau de représentation |                                                   | [ 2 ]      |
| Philippines         | Manila         | Ambassade                |                                                   | [ 2 ]      |
| Turquie             | Ankara         | Ambassade                | - Afghanistan - Azerbaïdjan - Irak - Liban        | [ 2 ]      |

### Europe
| Pays hôte          | Ville hôte    | Représentation    | Accréditations | Références |
| ------------------ | ------------- | ----------------- | --- | ---------- |
| Albanie            | Tirana        | Ambassade         | | [ 2 ]      |
| Allemagne          | Berlin        | Ambassade         | | [ 2 ]      |
| Allemagne          | Munich        | Consulat général  | [ 2 ] |            |
| Autriche           | Vienne        | Ambassade         | | [ 2 ]      |
| Autriche           | Klagenfurt    | Consulat général  | [ 2 ] |            |
| Belgique           | Bruxelles     | Ambassade         | - Cap-Vert - Éthiopie - Luxembourg | [ 2 ]      |
| Bosnie-Herzégovine | Sarajevo      | Ambassade         | | [ 2 ]      |
| Bosnie-Herzégovine | Banja Luka    | Bureau consulaire | [ 2 ] |            |
| Bulgarie           | Sofia         | Ambassade         | | [ 2 ]      |
| Croatie            | Zagreb        | Ambassade         | | [ 2 ]      |
| Danemark           | Copenhague    | Ambassade         | - Finlande - Islande - Norvège - Suède | [ 2 ]      |
| Espagne            | Madrid        | Ambassade         | - Andorre - Organisation mondiale du tourisme | [ 2 ]      |
| France             | Paris         | Ambassade         | - Maroc - Monaco - UNESCO | [ 2 ]      |
| Grèce              | Athènes       | Ambassade         | - Chypre | [ 2 ]      |
| Hongrie            | Budapest      | Ambassade         | | [ 2 ]      |
| Hongrie            | Szentgotthárd | Consulat général  | [ 2 ] |            |
| Irlande            | Dublin        | Ambassade         | | ,          |
| Italie             | Rome          | Ambassade         | - Fonds international de développement agricole - Malte - Organisation des Nations unies pour l'alimentation et l'agriculture - Programme alimentaire mondial - Saint-Marin - Tunisie | [ 2 ]      |
| Italie             | Milan         | Consulat général  | - Fonds international de développement agricole - Malte - Organisation des Nations unies pour l'alimentation et l'agriculture - Programme alimentaire mondial - Saint-Marin - Tunisie | [ 2 ]      |
| Italie             | Trieste       | Consulat général  | - Fonds international de développement agricole - Malte - Organisation des Nations unies pour l'alimentation et l'agriculture - Programme alimentaire mondial - Saint-Marin - Tunisie | [ 2 ]      |
| Kosovo             | Pristina      | Ambassade         | | [ 2 ]      |
| Lettonie           | Riga          | Ambassade         | | [ 8 ]      |
| Macédoine du Nord  | Skopje        | Ambassade         | | [ 2 ]      |
| Monténégro         | Podgorica     | Ambassade         | | [ 2 ]      |
| Pays-Bas           | La Haye       | Ambassade         | - Organisation pour l'interdiction des armes chimiques | [ 2 ]      |
| Pologne            | Varsovie      | Ambassade         | - Estonie - Lituanie | [ 2 ]      |
| République tchèque | Prague        | Ambassade         | | [ 2 ]      |
| Roumanie           | Bucarest      | Ambassade         | - Moldavie | ,          |
| Royaume-Uni        | Londres       | Ambassade (en)    | | [ 2 ]      |
| Russie             | Moscou        | Ambassade         | - Biélorussie - Kazakhstan - Kirghizistan - Ouzbékistan - Tadjikistan - Turkménistan                                                                                                  | [ 2 ]      |
| Serbie             | Belgrade      | Ambassade         | | [ 2 ]      |
| Slovaquie          | Bratislava    | Ambassade         | | [ 2 ]      |
| Suisse             | Berne         | Ambassade         | - Liechtenstein | [ 2 ]      |
| Ukraine            | Kiev          | Ambassade         | - Arménie - Géorgie | [ 2 ]      |
| Vatican            | Rome          | Ambassade         | Ordre souverain de Malte | ,          |

### Océanie
| Pays hôte | Ville hôte | Représentation | Accréditations                                    | Références |
| --------- | ---------- | -------------- | ------------------------------------------------- | ---------- |
| Australie | Canberra   | Ambassade      | - ASEAN - Indonésie - Malaisie - Nouvelle-Zélande | [ 2 ]      |

### Organisations internationales
| Organisation        | Ville hôte | Pays hôte  | Représentation            | Accréditations | Références |
| ------------------- | ---------- | ---------- | ------------------------- | --- | ---------- |
| Conseil de l'Europe | Strasbourg | France     | Mission permanente        | | [ 2 ]      |
| Nations unies       | New York   | États-Unis | Mission permanente        | | [ 2 ]      |
| Nations unies       | Genève     | Suisse     | Mission permanente        | - Conférence du désarmement - Organisation mondiale de la santé - Organisation mondiale du commerce | [ 2 ]      |
| Nations unies       | Vienne     | Autriche   | Mission permanente        | - Agence internationale de l'énergie atomique - Commission des Nations unies pour le droit commercial international - Nations unies - Office des Nations unies contre les drogues et le crime - Organisation des Nations unies pour le développement industriel - Organisation pour la sécurité et la coopération en Europe | [ 2 ]      |
| OCDE                | Paris      | France     | Délégation permanente     | | [ 2 ]      |
| OTAN                | Bruxelles  | Belgique   | Représentation permanente | | [ 2 ]      |
| Union européenne    | Bruxelles  | Belgique   | Représentation permanente | | [ 2 ]      |

## Galerie

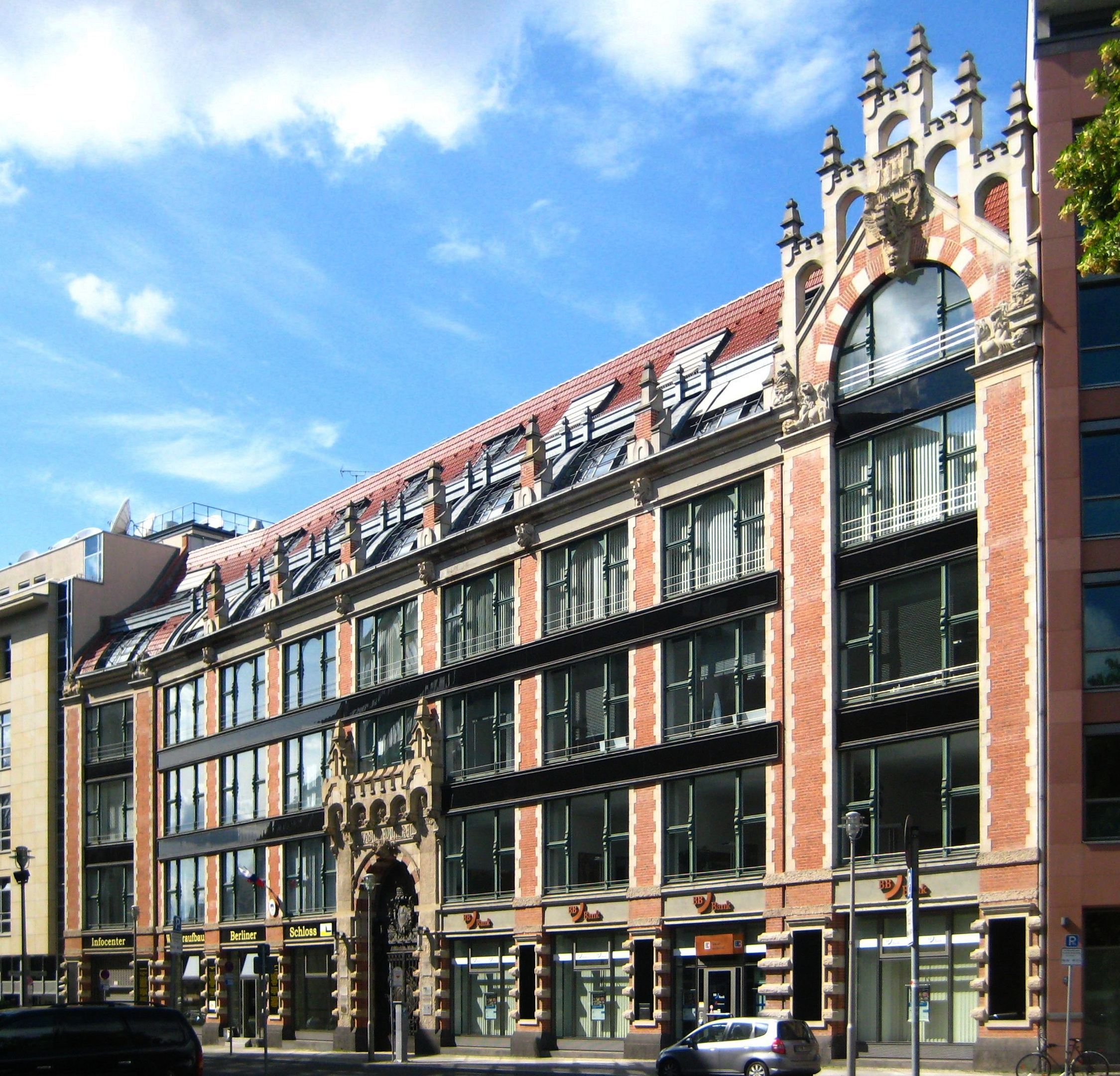
Ambassade à Berlin.
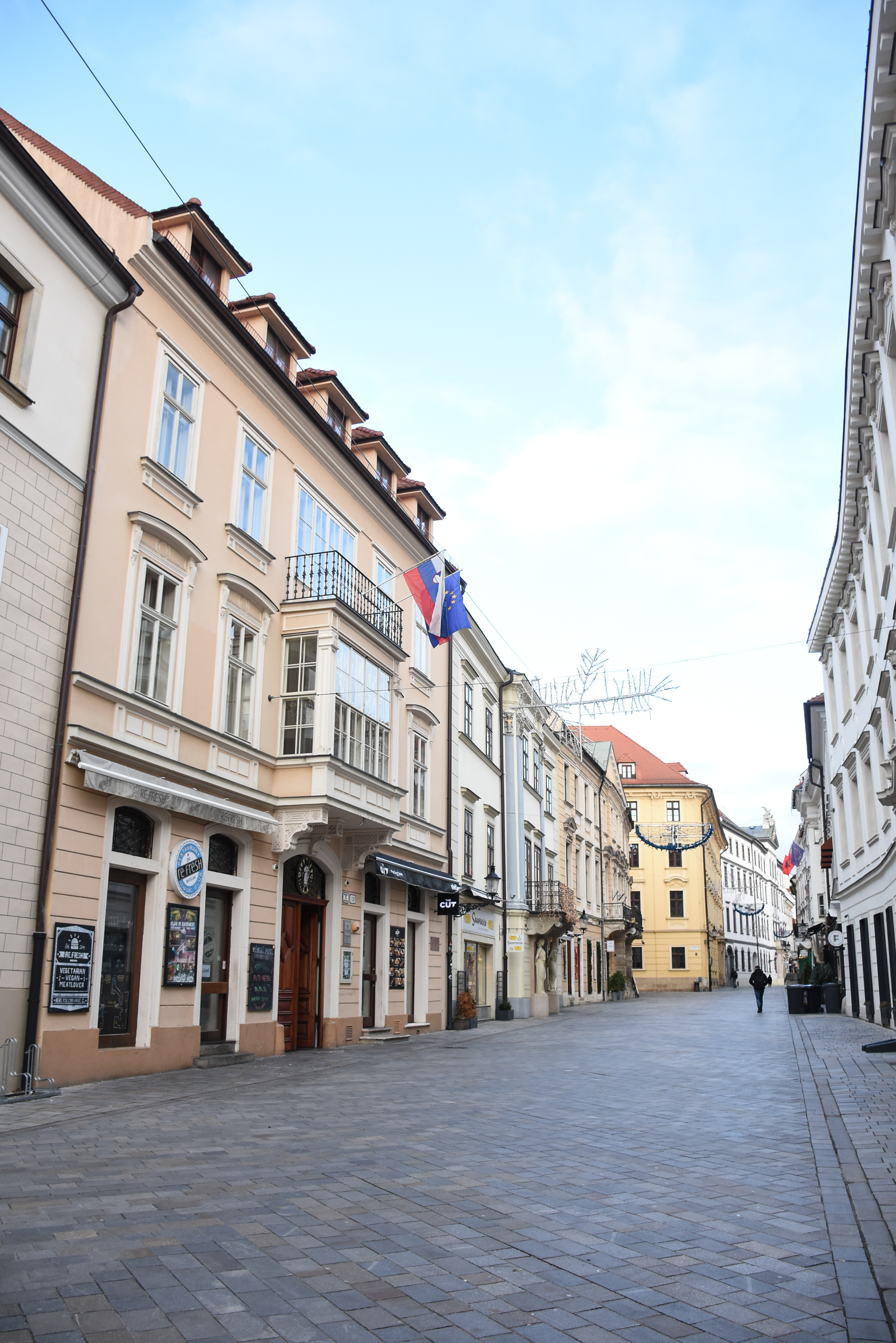
Ambassade à Bratislava.
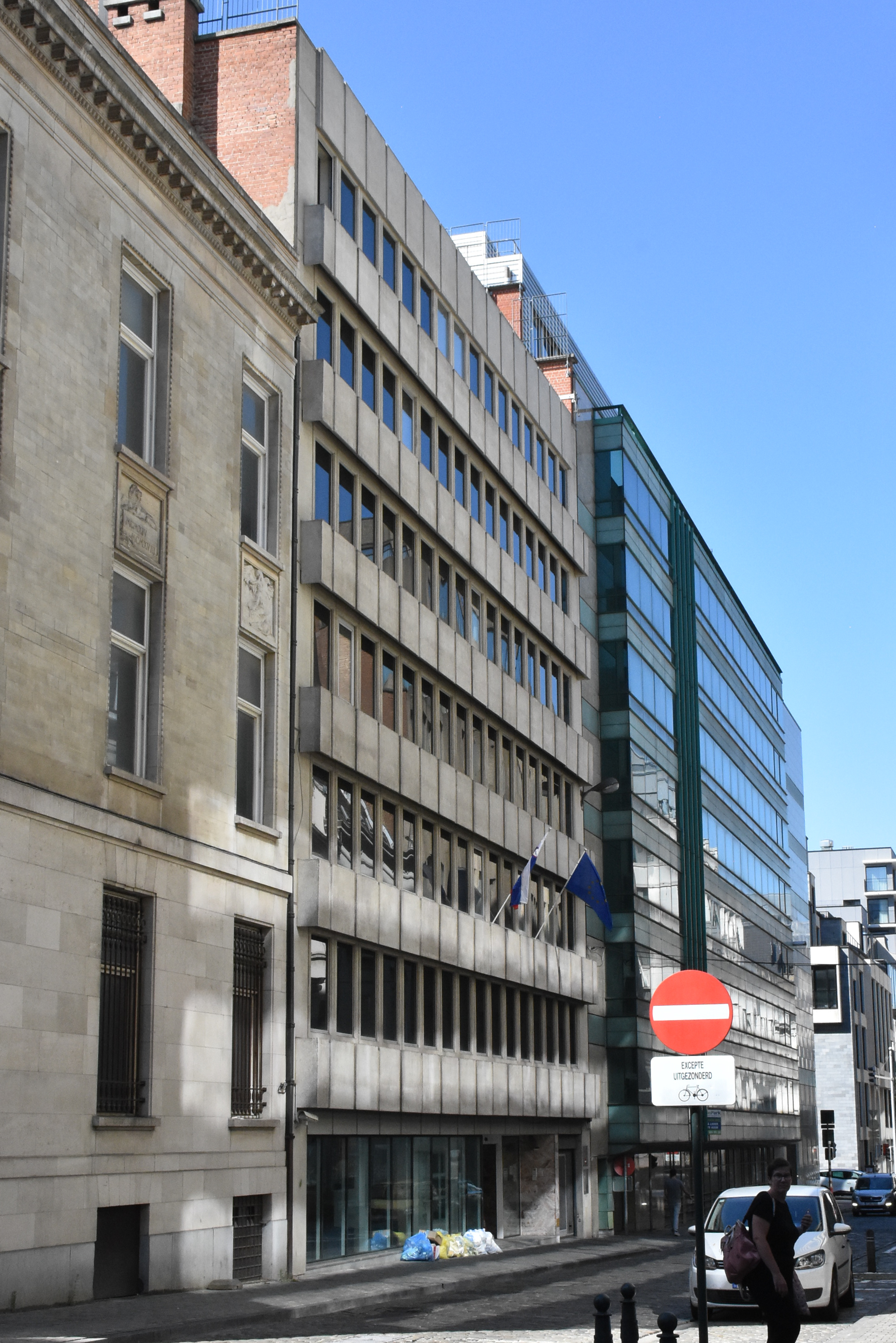
Ambassade à Bruxelles.
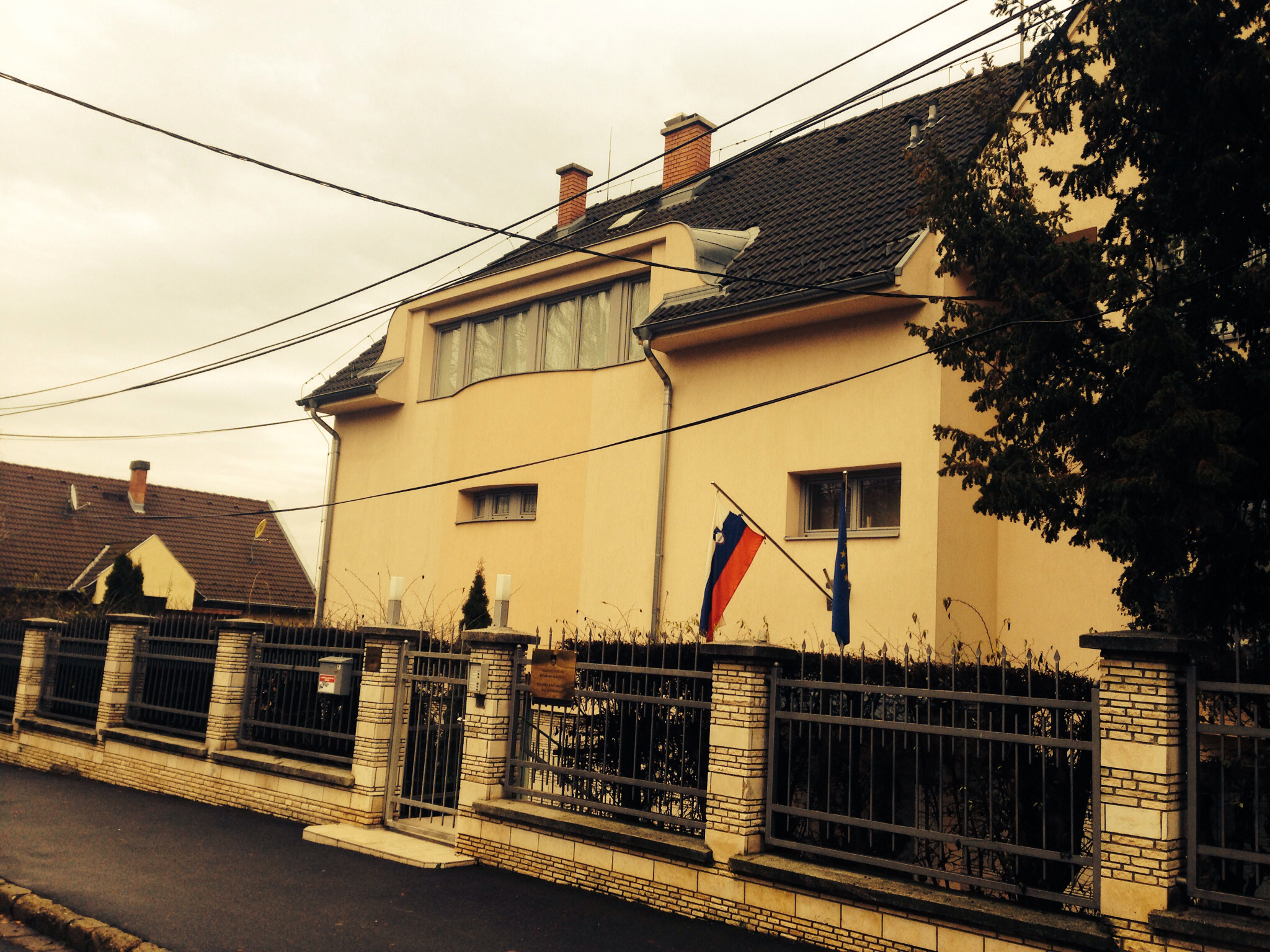
Ambassade à Budapest.
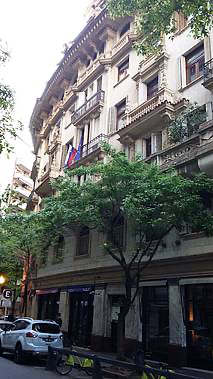
Ambassade à Buenos Aires.
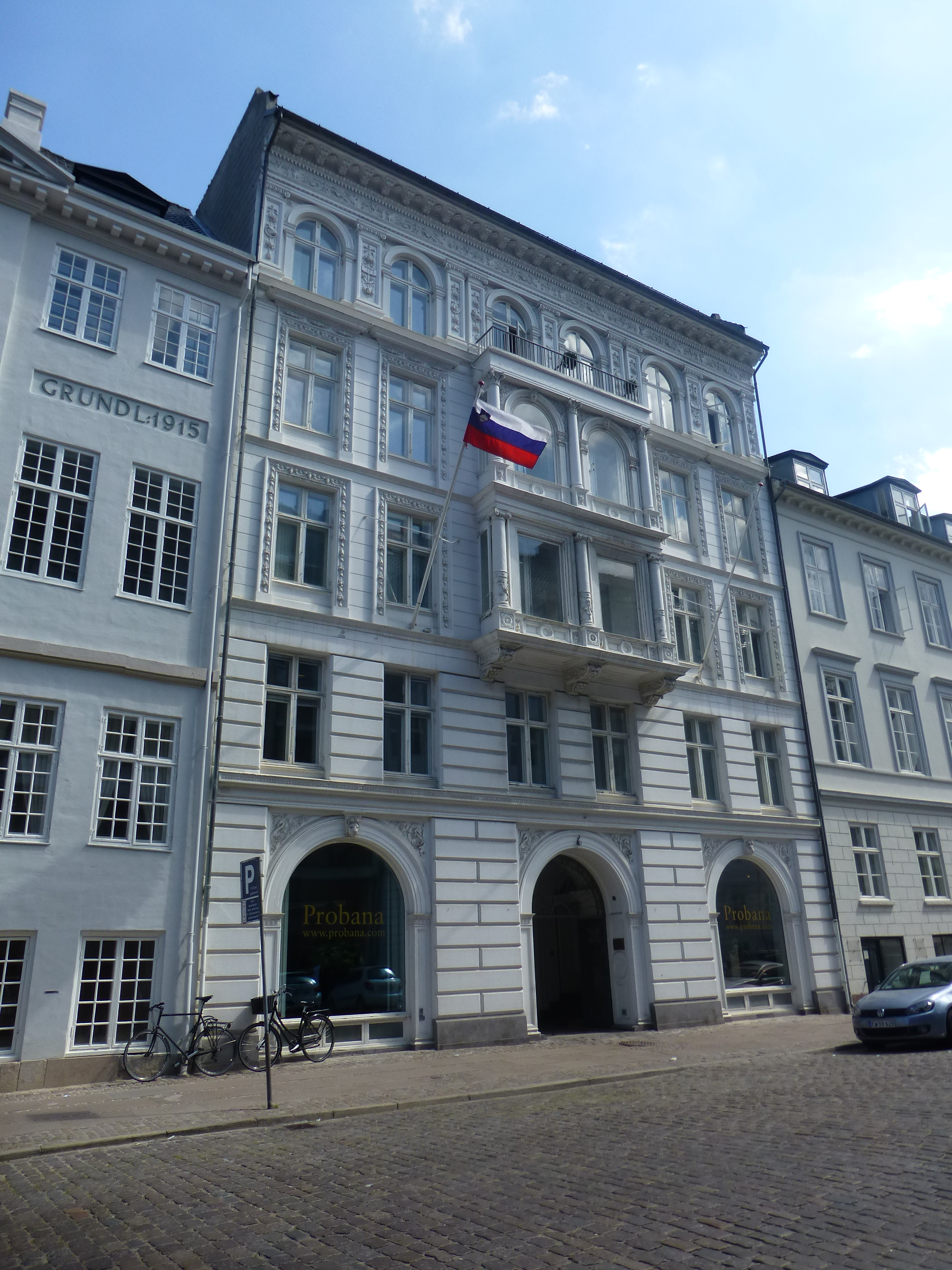
Ambassade à Copenhague.
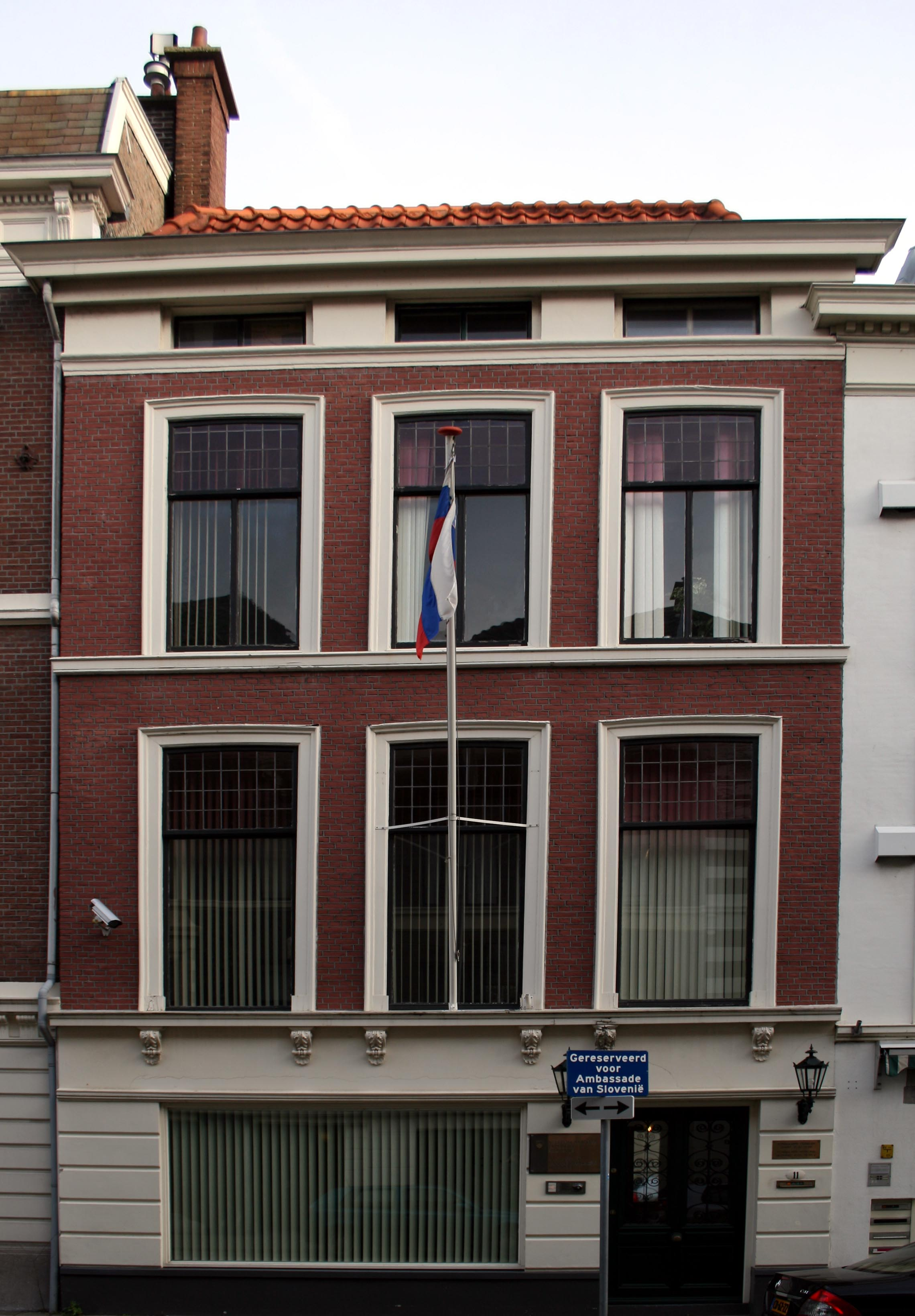
Ambassade à La Haye.
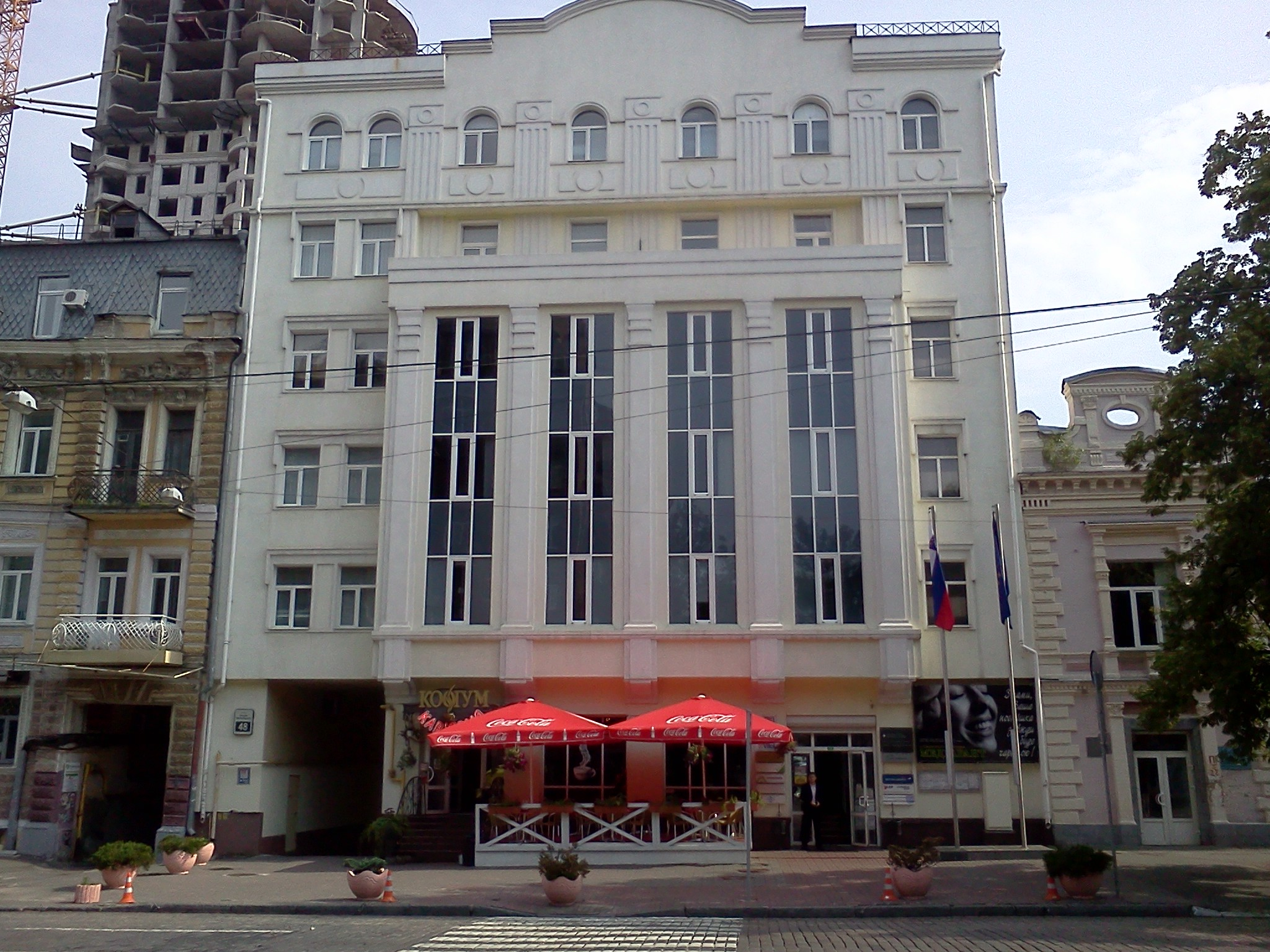
Ambassade à Kiev.
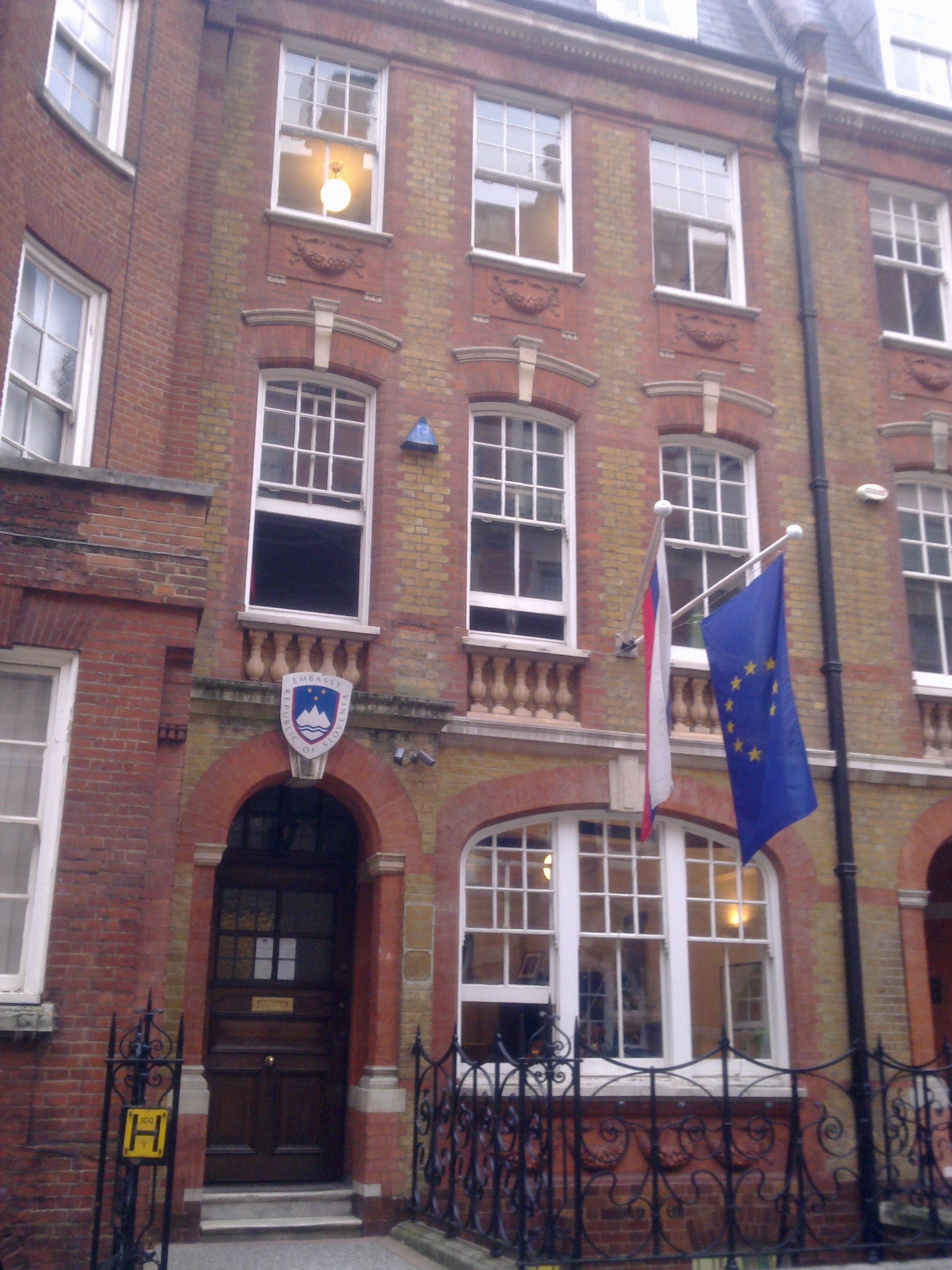
Ambassade à Londres.
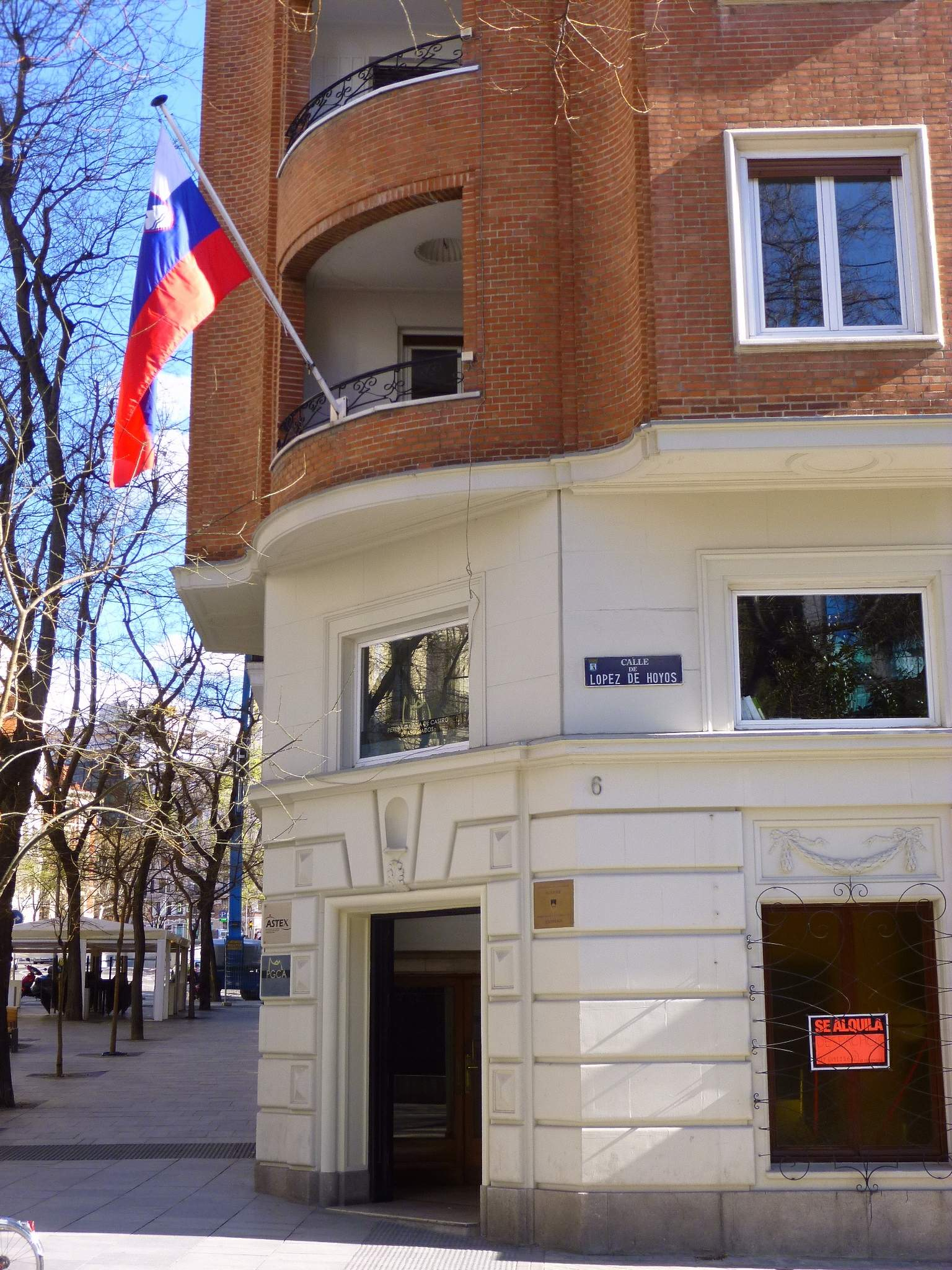
Ambassade à Madrid.
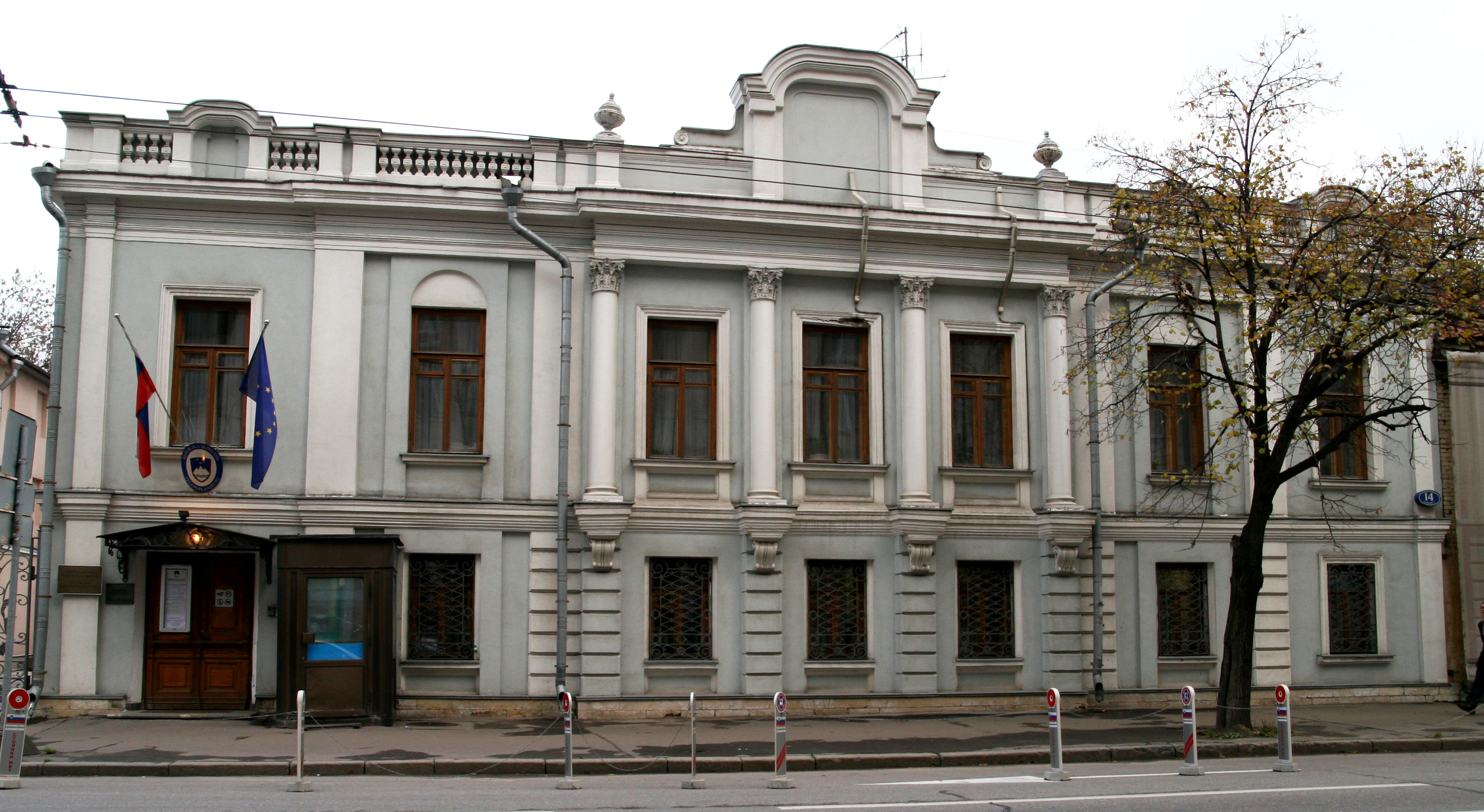
Ambassade à Moscou.
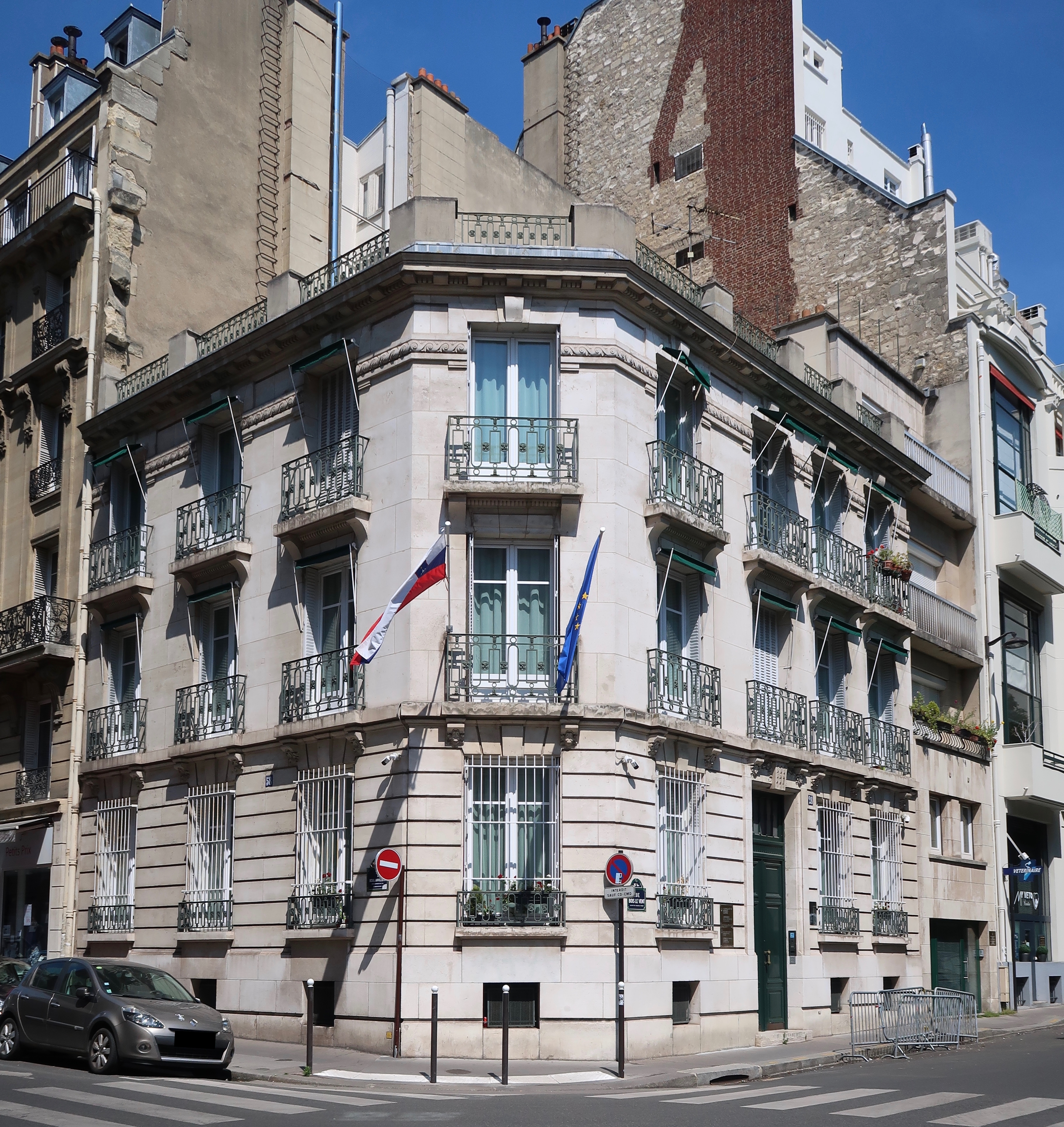
Ambassade à Paris.
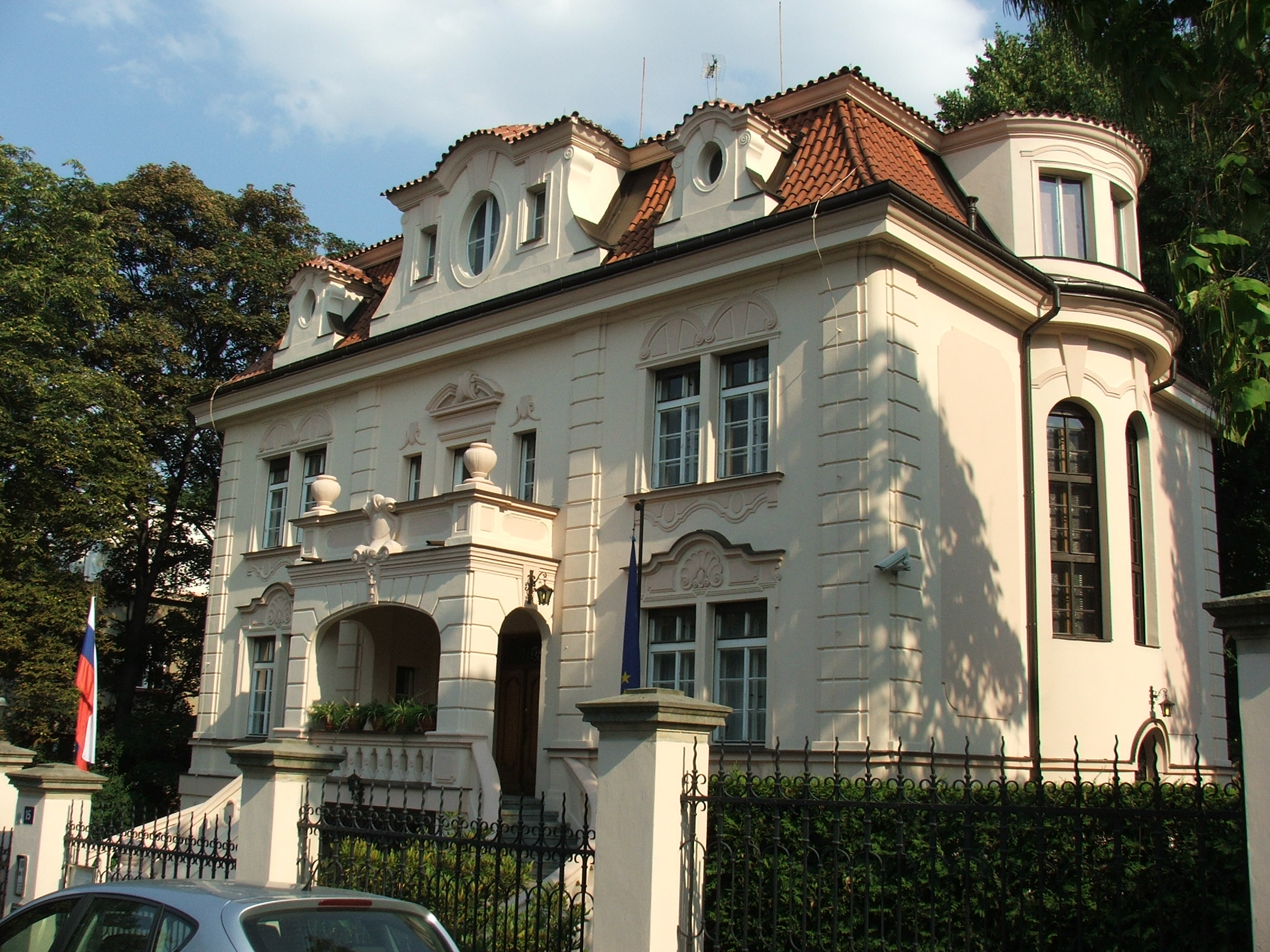
Ambassade à Prague.
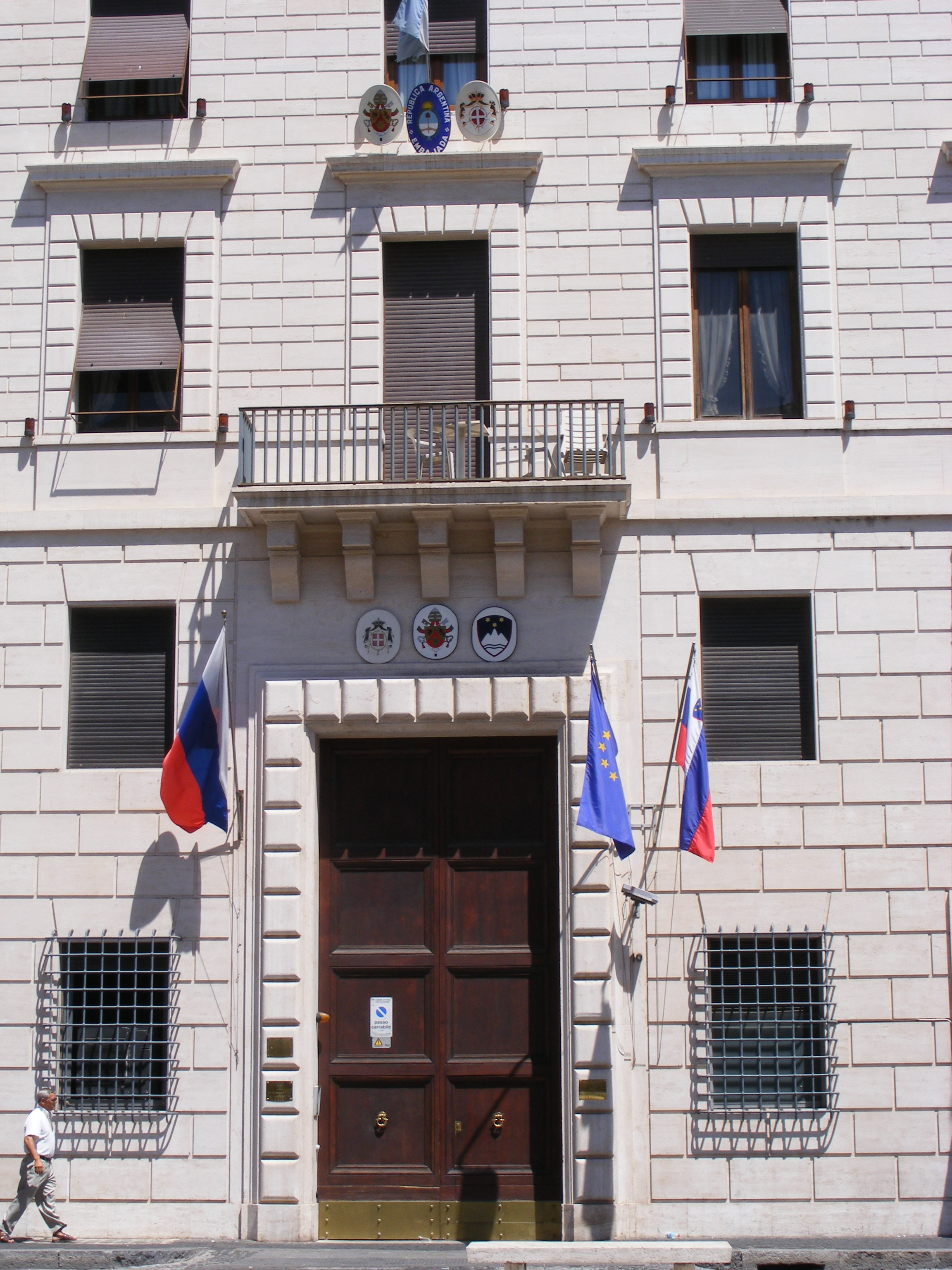
Ambassade auprès du Saint-Siège à Rome.
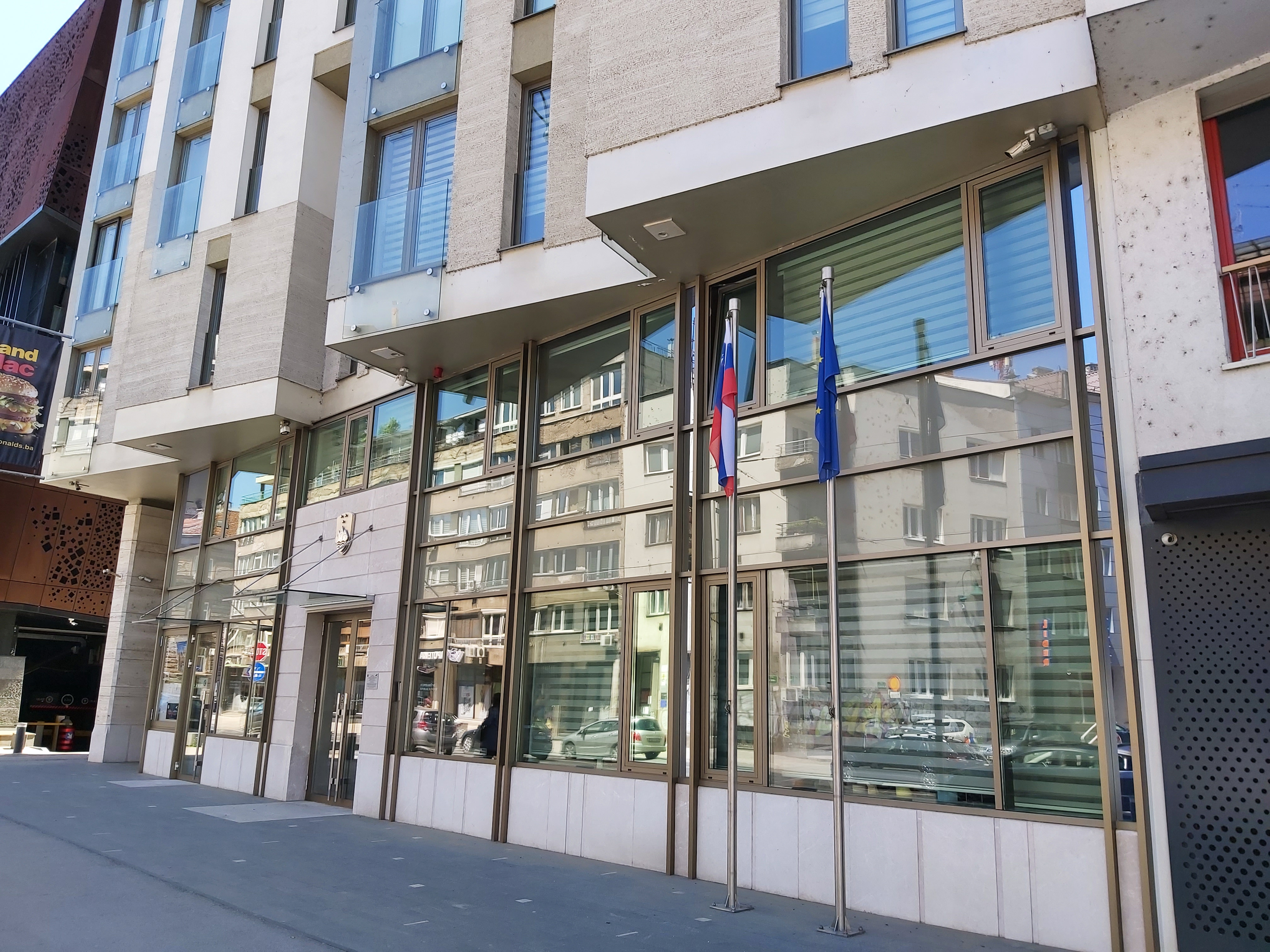
Ambassade à Sarajevo.
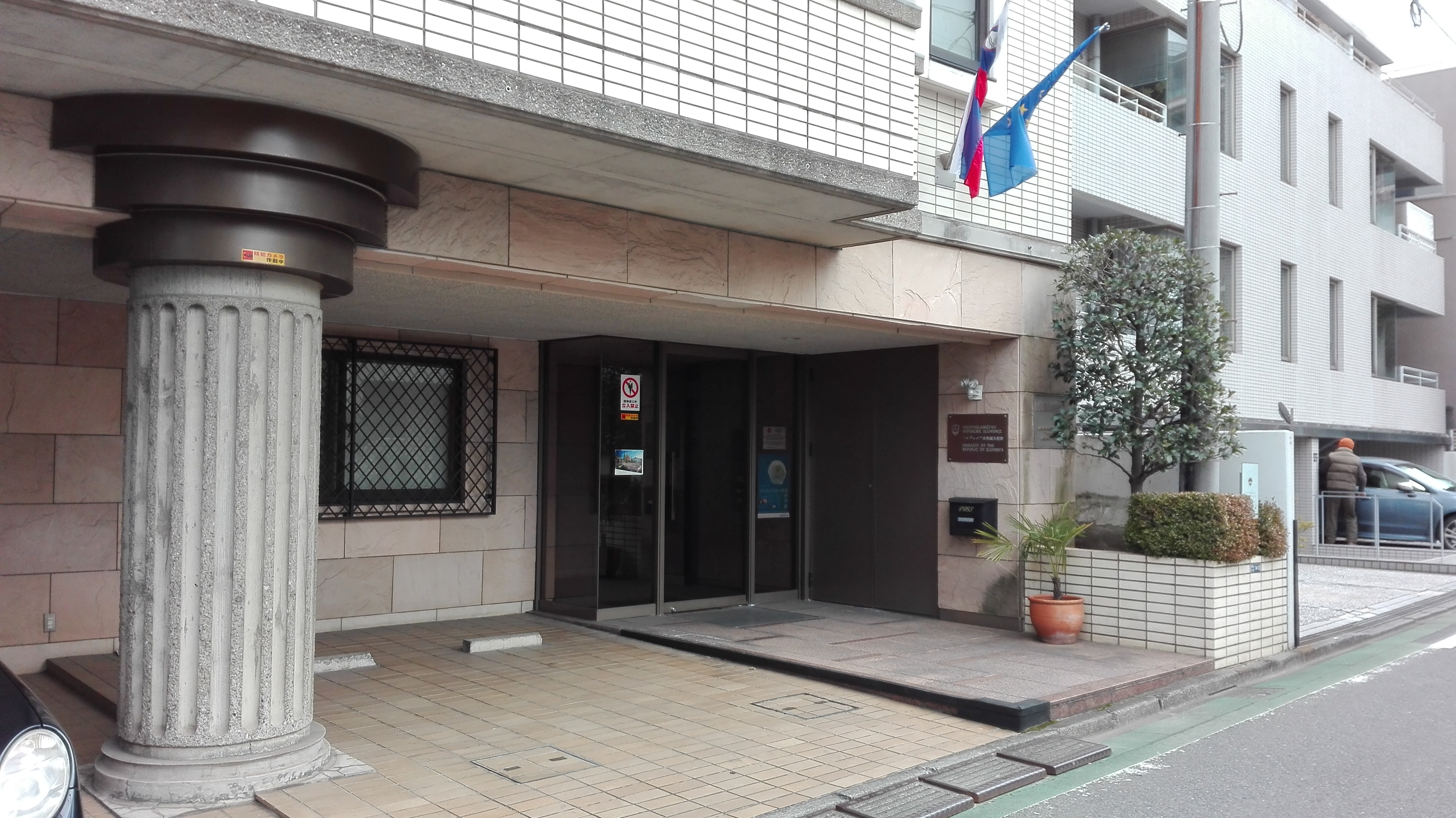
Ambassade à Tokyo.
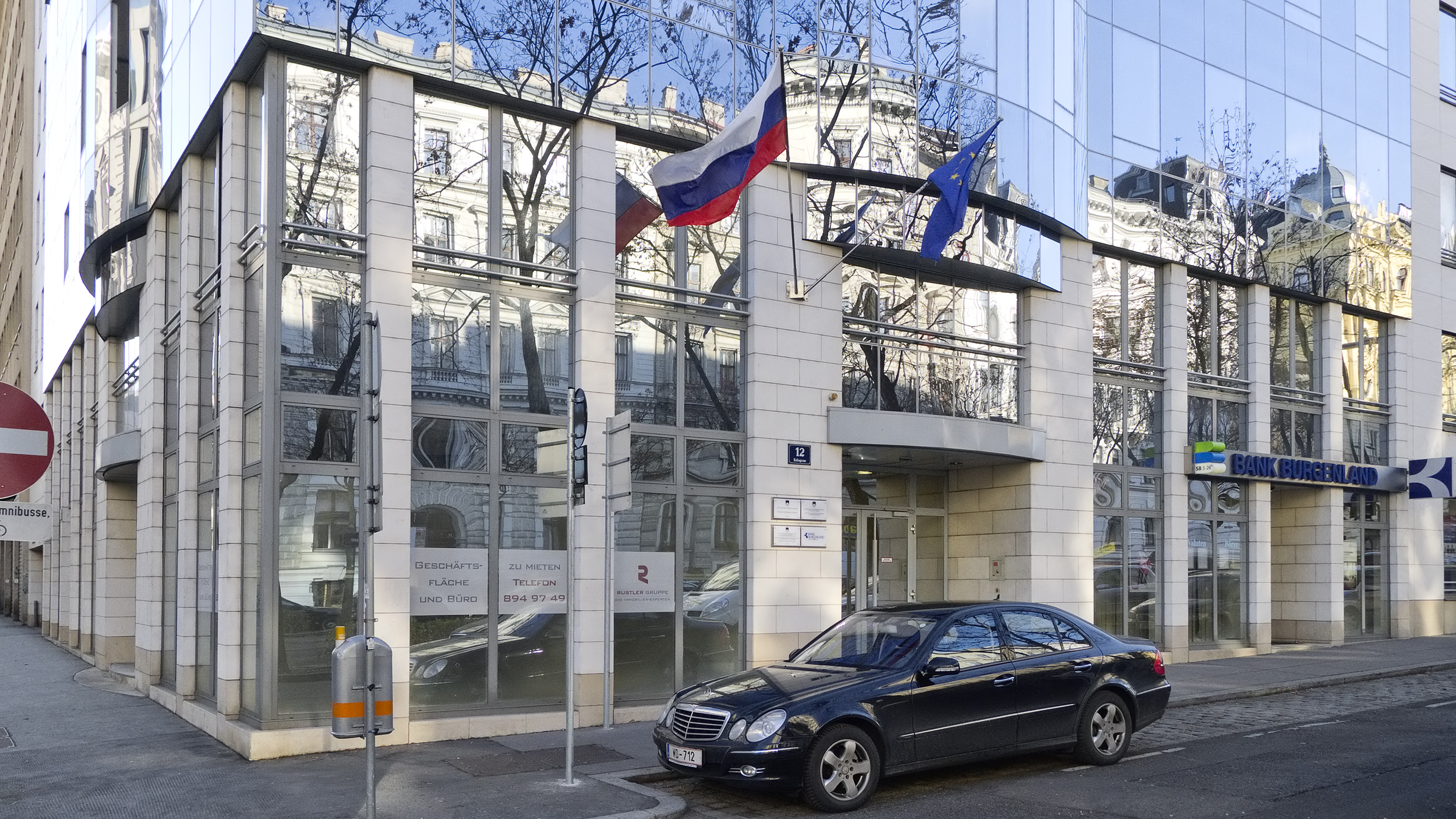
Ambassade à Vienne.
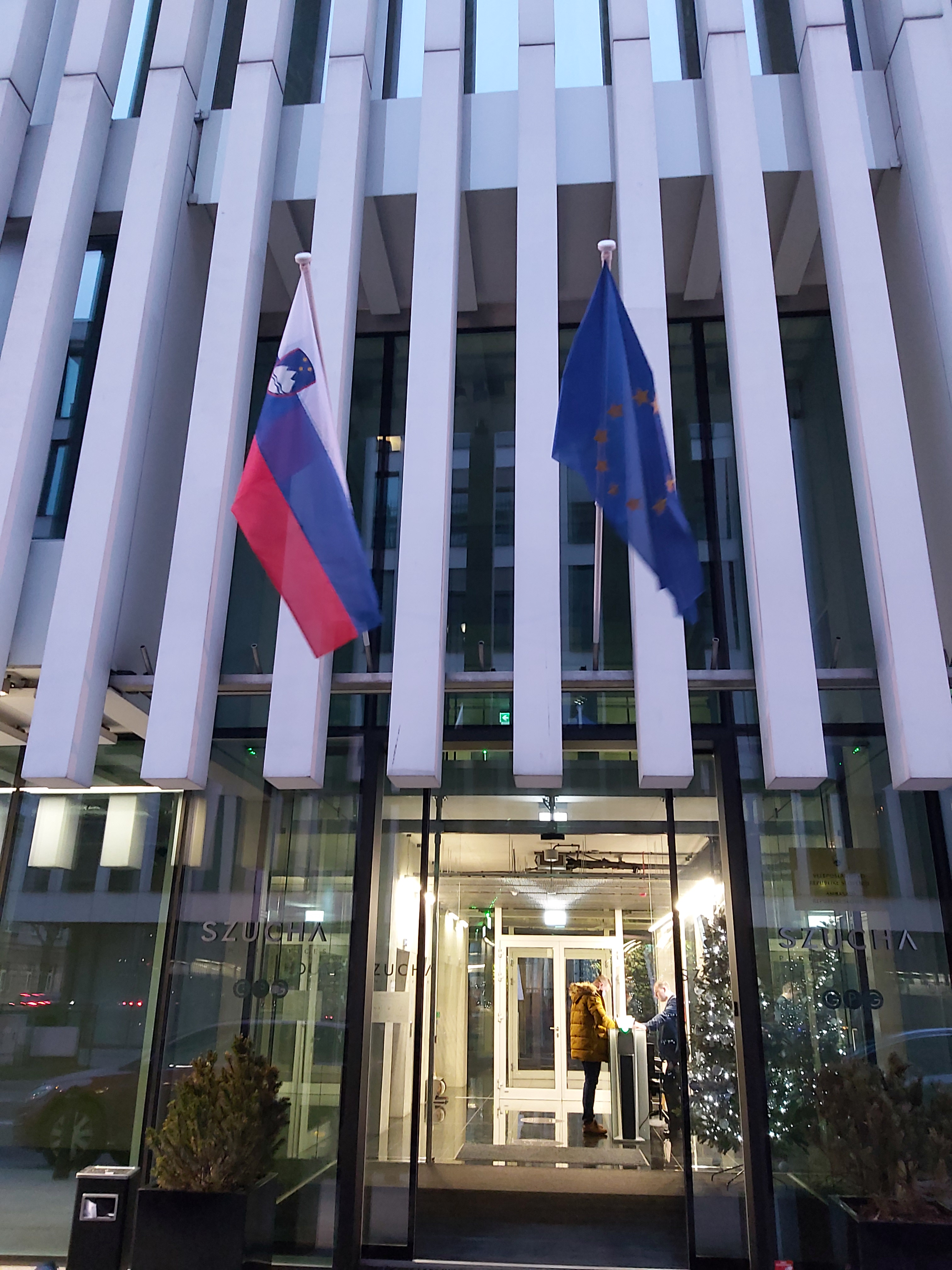
Ambassade à Varsovie.
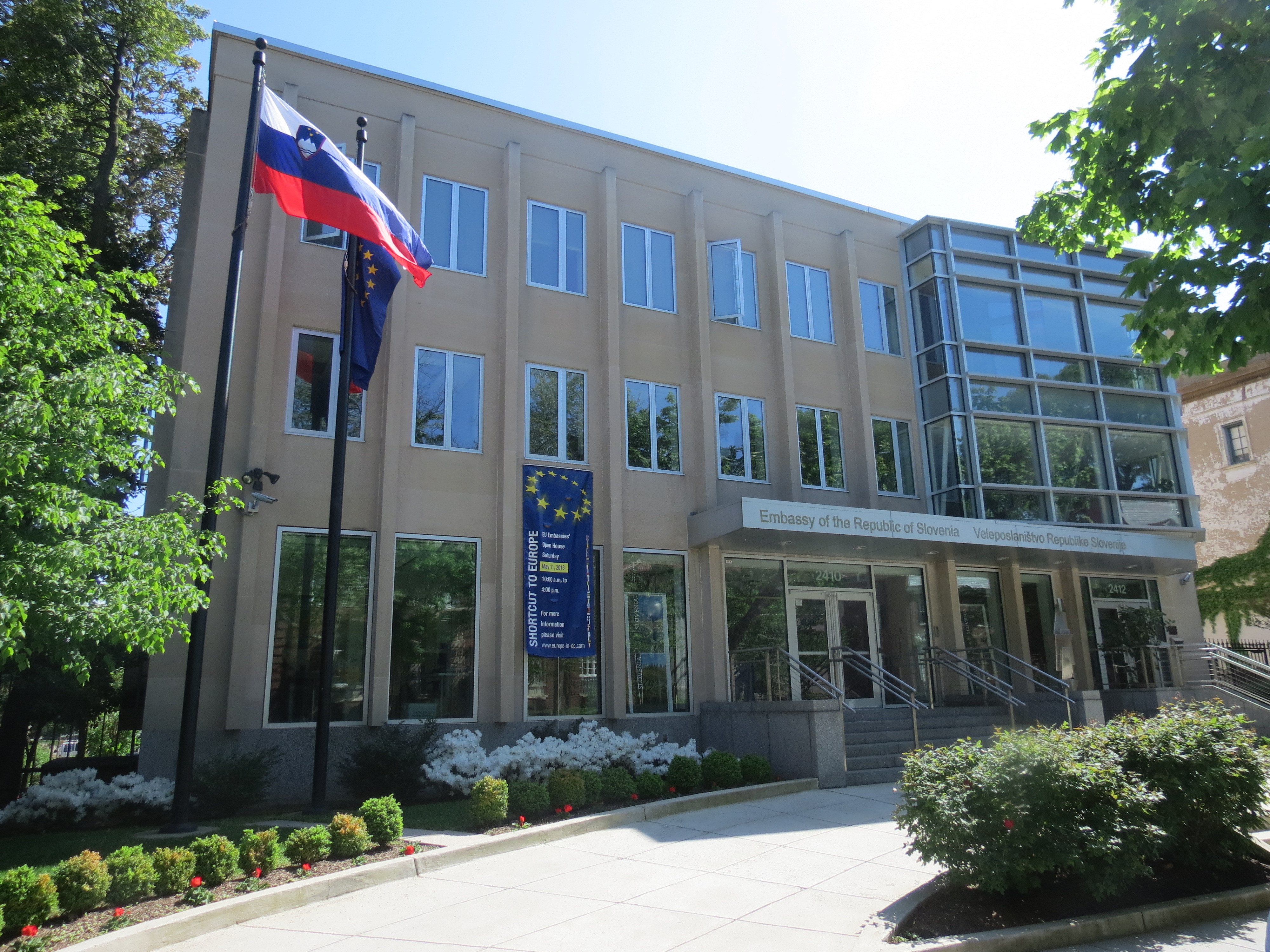
Ambassade à Washington.

## Représentations fermées

### Amérique
| Pays hôte  | Ville hôte | Représentation   | Année de fermeture | Références |
| ---------- | ---------- | ---------------- | ------------------ | ---------- |
| États-Unis | New York   | Consulat général | 2012               | ,          |

### Europe
| Pays hôte | Ville hôte | Représentation | Année de fermeture | Références |
| --------- | ---------- | -------------- | ------------------ | ---------- |
| Allemagne | Düsseldorf | Consulat       | 2012               | ,          |
| Finlande  | Helsinki   | Ambassade      | 2012               | ,          |
| Portugal  | Lisbonne   | Ambassade      | 2012               | ,          |
| Suède     | Stockholm  | Ambassade      | 2012               | ,          |

## Futures représentations
- Corée du Sud
  - Séoul (ambassade)[13]